# 築地100
《築地100》（Tsukiji Market 100），是香港電視娛樂製作的飲食及旅遊節目，2017年4月6日起逢星期四22:30-23:00在ViuTV播出，由陳方藤、梁諾妍、鄭家純（雞排妹）主持。節目主要介紹日本東京築地場內及場外其中100間食店及東京一帶適合跑步的路線。

## 每集一覽
| 集數  | 播映日期             | 主題                 | 築地100番外             |
| 1-10  | 主持：陳方藤、梁諾妍 | 主持：陳方藤、梁諾妍 | 東京慢跑路線熱點        |
| 1     | 2017年4月6日         | 築地的傳統印象       | 皇居                    |
| 2     | 2017年4月13日        | 百年味道的店舖       | 明治神宮外苑            |
| 3     | 2017年4月20日        | 本地人常到的店舖     | 目黑川                  |
| 4     | 2017年4月27日        | 細味築地異國風情話   | 東京鐵塔                |
| 5     | 2017年5月4日         | 「蠔」食之旅         | 台場                    |
| 6     | 2017年5月11日        | 快食                 | 汐留                    |
| 7     | 2017年5月18日        | 壽司                 | 芝公園                  |
| 8     | 2017年5月25日        | 壽司雜錦之味         | 淺草七福巡遊            |
| 9     | 2017年6月1日         | 熟之香氣             | 代代木公園              |
| 10    | 2017年6月8日         | 海鮮丼特集           | 東京馬拉松（2017）      |
| 11-20 | 主持：陳方藤、鄭家純 | 主持：陳方藤、鄭家純 | 東京1/10點甜 - 到訪地點 |
| 11    | 2017年6月15日        | 女神鄭家純           | 東京地下一番街          |
| 12    | 2017年6月22日        | 蟹的專門店           | 六本木                  |
| 13    | 2017年6月29日        | 「金賞受賞」全國丼   | 東京都浜離宮恩賜庭園    |
| 14    | 2017年7月6日         | 尋找最強CP之章       | 豐洲LaLaport            |
| 15    | 2017年7月13日        | 築地小本覓食         | 吉祥寺、井之頭恩賜公園  |
| 16    | 2017年7月20日        | 立食進行中           | 井之頭恩賜公園          |
| 17    | 2017年7月27日        | 築地買走             | 赤坂冰川神社            |
| 18    | 2017年8月3日         | 吃下去的故事         | 池袋Sunshine City       |
| 19    | 2017年8月10日        | 職人技藝             | 表參道                  |
| 20    | 2017年8月17日        | 築地100%驚喜         | 台場Palette Town        |

### 前度來了
為《瑪嘉烈與大衛系列 前度》前奏節目《前度來了》系列之一。
| 播映日期      | 主題    | 內容                                     |
| 2017年7月12日 | 瑪大100 | 陳方藤與杜小喬公開瑪嘉烈與大衛的隱世美食 |

### 特別篇
因應築地場內市場於2018年10月6日結束營業及於同年10月11日起遷往豐洲市場而製作，只於ViuTV Facebook專頁播出。
| 播映日期       | 主題                        | 內容                         |
| 2018年10月11日 | 《築地100》 Special FB Live | 陳方藤直擊豐洲市場第一日實況 |

## 外部連結
- ViuTV：築地100 （页面存档备份，存于）
- 【《＃築地100》SPECIAL FB LIVE！直擊豐洲市場第一日實況！🍣】

## 電視節目的變遷
| 香港 ViuTV 星期四 22:30 - 23:00           | 香港 ViuTV 星期四 22:30 - 23:00        | 香港 ViuTV 星期四 22:30 - 23:00 |
| ----------------------------------------- | -------------------------------------- | ------------------------------- |
|                                           | 築地100 （2017年4月6日－8月17日）      |                                 |
| 新世紀山陰戀事 （2017年3月15日－3月30日） | 街頭派錢黨 （2017年8月24日－11月16日） |                                 |